# Am Ziel
Am Ziel ist ein Theaterstück von Thomas Bernhard aus dem Jahr 1981.

## Handlung
In dem Theaterstück treten die Mutter, ihre Tochter und ein „dramatischer Schriftsteller“ auf. Mutter und Tochter sind gerade dabei, ihre Reise zum Ferienhaus ans Meer vorzubereiten. Vielmehr ist es lediglich die Tochter, die sich an den Vorbereitungen beteiligt, während die Mutter derweil ihre Ehe zu einem Gusswerksbesitzer, ihre Beziehung zu ihrer Tochter und die Rolle des Theaters reflektiert. Der Schriftsteller, der von der Mutter zum Mitfahren eingeladen worden ist, trifft im Haus ein. Nach der Fahrt mit der Eisenbahn kommen Mutter, Tochter und der dramatische Schriftsteller am Ziel, dem Ferienhaus am Meer, an. In dieser Dreierkonstellation ergeben sich zum einen Dialoge über die Rolle des Theaters und ihrer Veränderungskraft zwischen Mutter und Dichter. Auf der anderen Seite sucht der Dichter die Beziehung zur Tochter.

## Interpretation
Die Bewertung ihrer Ehe und ihres Sohnes Richard der Mutter sind schonungslos. Richard wird als "hässliches Kind" bezeichnet. Die Wahl auf ihren Mann fiel nur wegen dessen Güterbesitz. Das Verhältnis zur Tochter ist von pathogener Egomanie geprägt ("Ich habe dich für mich auf die Welt gebracht"). Die Mutter steht stellvertretend für die Vergangenheit und stellvertretend für Bernhards Beschreibung der Auflehnung der 68er-Generation gegen die Elterngeneration ("Wir haben die Geschichte, die sich uns in den Weg gestellt hat zertrümmert und aus den Trümmern eine neue Geschichte gemacht"). Die Tochter steht für die Zukunft, die noch in einer selbstverschuldeten Unmündigkeit verharrt: den Anwürfen ihrer Mutter setzt sie nichts entgegen, die Einladung zum Spaziergang am Strand des Dichters kann sie nicht entscheiden ("Ich gehe immer alleine spazieren"). Der Dichter steht für den sinnlosen Erfolg, denn obwohl sein Stück beklatscht wird, obwohl er in der virtuellen Welt des Theaters triumphiert, kommt er in der wirklichen Welt nicht an. Auch er kann der schonungslosen Demaskierung der Mutter nichts entgegensetzen, er kann die Beziehung zur Tochter nicht organisieren. Dichter, Mutter und Tochter kommen körperlich am Ziel an. In Wirklichkeit kommen sie am Ziel nicht an: die Tochter kann sich aus der pathologischen Beziehung mit ihrer Mutter nicht befreien, der Dichter kann seine Beziehung zur Tochter nicht in die Realität umsetzen und die Mutter kann sich von ihrer Vergangenheit und ihrer eigenen vernichtenden Interpretation nicht entziehen. Bernhard lässt offen, ob es Tochter und Dichter gelingt, sich frei zu machen aus ihrer eigenen Unmündigkeit. Voraussetzung dafür wäre, zu erkennen, in welcher verstrickten Situation, in welcher Abhängigkeit sie sich befinden.
Bernhard ist es mit dem Stück gelungen, dem Zuschauer die Augen für seine Sprachlosigkeit, für seine Unfreiheit zu öffnen. Das gelingt ihm, indem er zulässt, sich je nach Rolle und Generation mit der Mutter, der Tochter oder dem Dichter zu identifizieren. Theater kann so entgegen seiner eigenen im Stück vorgebrachten Kritik, schon etwas bewirken, nämlich die Erkenntnis über sich selbst, womit die Voraussetzung für eine Zielfindung geschaffen ist.

## Besetzung
Drei Damen, ein Herr, zwei Dekorationen.

## Aufführungsgeschichte
Am Ziel wurde  am 18. August 1981 bei den Salzburger Festspielen mit Marianne Hoppe in der Hauptrolle uraufgeführt, weiters spielten Kirsten Dene und Branko Samarovski, Regie führte Claus Peymann. Die deutsche Erstaufführung war am 22. Oktober 1981 im Schauspielhaus Bochum, Regie ebenfalls Peymann.
Im Oktober 1982 folgte am Schauspiel Köln eine vielbeachtete Neuinszenierung mit Christa Berndl in der Hauptrolle. Es inszenierte Luc Bondy, Bühnenbild und Kostüme stammten von Rolf und Marianne Glittenberg. Ilse Ritter spielte die Tochter, Stephan Bissmeier den dramatischen Schriftsteller und Klaudia Noltensmeyer das Mädchen.
Désirée Nick war die Hauptdarstellerin der Inszenierung von Gisbert Jäkel im September 2006 am Hans Otto Theater von Potsdam. Das Bühnenbild stammte von Jäkel, die Kostüme von Antje Sternberg. Den dramatischen Schriftsteller übernahm Carsten Kochan.
2008 wurde das Stück am Münchner Residenztheater unter Thomas Langhoff mit Cornelia Froboess als Mutter neu inszeniert. Nach 1992 wird das Stück auch 2015 im Freiburger Wallgraben-Theater aufgeführt.
2015 präsentierte das Theater in der Josefstadt in Wien eine Neuinszenierung von Cesare Lievi, Bühnenbild von Maurizio Balò und Kostüme von Birgit Hutter. Die Hauptrolle übernahm Andrea Jonasson, weiters spielten Martina Ebm (Mädchen), Therese Lohner (Tochter) und Christian Nickel (dramatischer Schriftsteller).
Im Herbst 2022 wurde das Stück in einer Inszenierung von Matthias Rippert am Kasino am Schwarzenbergplatz des Wiener Burgtheaters mit Dörte Lyssewski als Mutter und Maresi Riegner als Tochter gezeigt.